# TRS 5
TRS 5 (Tetrahedron Research Satellite 5), também denominado de ERS 12, foi um satélite artificial estadunidense lançado em 17 de outubro de 1963 por meio de um foguete Atlas-Agena D a partir da Estação da Força Aérea de Cabo Canaveral.

## Características
O TRS 5 foi o quinto membro de sucesso da família de satélites ERS (Environmental Research Satellites), pequenos satélites lançados como carga secundária junto com satélites maiores para fazer testes de tecnologia e estudos do ambiente espacial. O TRS 5 foi lançado em conjunto com os satélites Vela 1 e Vela 2. Levava a bordo um experimento que consistia em um sensor onidirecional para medir a energia das partículas carregadas na magnetosfera, em particular para elétrons entre 0,5 e 5 MeV e prótons no intervalo entre 10 e 20 MeV e entre 50 e 100 MeV. O satélite foi injetado em uma órbita inicial de 103.852 km de apogeu e 208 km de perigeu, com uma inclinação orbital de 36,69 graus e um período de 39 horas. Reentrou na atmosfera em 5 de fevereiro de 1966.